# Statue d'Henrietta Lacks
Une statue d'Henrietta Lacks est dévoilée à Bristol en Angleterre, au Royaume-Uni, en octobre 2021. Henrietta Lacks est considérée comme la "Mère de la médecine moderne".

## Biographie
Henrietta Lacks est née le 1er août 1920 et est morte 4 octobre 1951 et est une femme afro-américaine, morte d'un cancer du col de l'utérus à développement très rapide,.
Les cellules tumorales isolées d'une biopsie de sa tumeur sont les premières cellules humaines à avoir pu être cultivées in vitro avec succès. La lignée cellulaire qui en est issue s'est révélée particulièrement stable et prolifique et a été utilisée sous le nom de « HeLa » dans les laboratoires de recherche du monde entier. Les cellules HeLa ont permis en particulier la mise au point du vaccin contre la poliomyélite et une meilleure connaissance des tumeurs et des virus, ainsi que des avancées comme le clonage ou la thérapie génique. Bien que des informations à propos des origines des cellules HeLa étaient connues des chercheurs après 1970, la famille Lacks n'a pas été mise au courant de l'existence de ces cellules avant 1975. La connaissance de la provenance génétique de la lignée cellulaire étant devenue publique, son utilisation pour la recherche médicale et à des fins commerciales continue de susciter des inquiétudes quant à la vie privée et aux droits des patients,.

## Historique de la statue
Selon le quotidien The Guardian, la sculpture est "la première statue d'une femme noire créée par une femme noire pour un espace public" au Royaume-Uni,,.